# Czornorudka
Czornorudka (ukr. Чорнорудка, hist. pol. Czarnorudka, Czernorudka) – wieś na Ukrainie, w obwodzie żytomierskim, w rejonie berdyczowskim, w hromadzie Wczorajsze. W 2001 liczyła 1005 mieszkańców, spośród których 969 wskazało jako ojczysty język ukraiński, 32 rosyjski, 1 mołdawski, 1 białoruski, a 1 inny.